# العلاقات البلجيكية الميكرونيسية
العلاقات البلجيكية الميكرونيسية هي العلاقات الثنائية التي تجمع بين بلجيكا وولايات ميكرونيسيا المتحدة.

## مقارنة بين البلدين
هذه مقارنة عامة ومرجعية للدولتين:
| وجه المقارنة                                              | بلجيكا                                                                              | ولايات ميكرونيسيا المتحدة |
| --------------------------------------------------------- | ----------------------------------------------------------------------------------- | ------------------------- |
| المساحة (كم2)                                             | 30.53 ألف                                                                           | 702                       |
| عدد السكان (نسمة)                                         | 11.37 مليون                                                                         | 105.54 ألف                |
| الكثافة السكانية (ن./كم²)                                 | 372.42                                                                              | 15.03 ألف                 |
| العاصمة                                                   | بروكسل                                                                              | باليكير                   |
| اللغة الرسمية                                             | اللغة الهولندية، لغة فرنسية، اللغة الألمانية                                        | لغة إنجليزية              |
| العملة                                                    | يورو، فرنك بلجيكي                                                                   | دولار أمريكي              |
| الناتج المحلي الإجمالي (بليون دولار)                      | 492.68 مليار                                                                        | 336.43 مليون              |
| الناتج المحلي الإجمالي (تعادل القوة الشرائية) بليون دولار | 514.74 مليار                                                                        | 365.27 مليون              |
| الناتج المحلي الإجمالي الاسمي للفرد دولار أمريكي          | 40.32 ألف                                                                           | 3.02 ألف                  |
| الناتج المحلي الإجمالي للفرد دولار أمريكي                 | 43.44 ألف                                                                           |                           |
| مؤشر التنمية البشرية                                      | 0.890                                                                               | 0.640                     |
| رمز المكالمات الدولي                                      | +32                                                                                 | +691                      |
| رمز الإنترنت                                              | .be                                                                                 | .fm                       |
| المنطقة الزمنية                                           | توقيت وسط أوروبا، ت ع م+01:00، ت ع م+02:00، توقيت وسط أوروبا الصيفي، أوروبا/بروكسل ‏ |                           |

## منظمات دولية مشتركة
يشترك البلدان في عضوية مجموعة من المنظمات الدولية، منها:
| علم المنظمة | اسم المنظمة                               | تاريخ انضمام بلجيكا | تاريخ انضمام ولايات ميكرونيسيا المتحدة |
| ----------- | ----------------------------------------- | ------------------- | -------------------------------------- |
|             | مؤسسة التنمية الدولية                     | 2 يوليو 1964        | 24 يونيو 1993                          |
|             | منظمة حظر الأسلحة الكيميائية              | ?                   | ?                                      |
|             | الأمم المتحدة                             | 27 ديسمبر 1945      | 17 سبتمبر 1991                         |
|             | وكالة ضمان الاستثمار متعدد الأطراف        | 18 سبتمبر 1992      | 11 أغسطس 1993                          |
|             | مؤسسة التمويل الدولية                     | 27 ديسمبر 1956      | 24 يونيو 1993                          |
|             | بنك التنمية الآسيوي                       | 1966                | 1990                                   |
|             | البنك الدولي للإنشاء والتعمير             | 27 ديسمبر 1945      | 24 يونيو 1993                          |
|             | الاتحاد الدولي للاتصالات                  | 1866                | 18 مارس 1993                           |
|             | المركز الدولي لتسوية المنازعات الاستشارية | 26 سبتمبر 1970      | 24 يوليو 1993                          |
|             | يونسكو                                    | 29 نوفمبر 1946      | 19 أكتوبر 1999                         |

## وصلات خارجية
- موقع وزارة الخارجية البلجيكية